# Ники Спиропулу
Нѝки Спиропу̀лу (на гръцки: Νίκη Σπυροπούλου) е гръцка писателка, текстописка и сценаристка.

## Биография
Родена е на 7 януари 1972 година в македонския град Кавала, Гърция. В учебните си години е награждавана с отличия от училищни конкурси за изложби, живопис и поезия. В продължение на пет години живее и работи в Ню Йорк. Създава първите си сценарии във Вашингтон. Връщайки се в Гърция, започва да се занимава професионално с лирика. От 1997 година работи с известни изпълнители и композитори, сред които са Йоргос Алкеос, Янис Плутархос, Толис Воскопулос, Пеги Зина, Ели Кокину, Пасхалис Терзис, Левтерис Пандазис, Никос Икономопулос, Никос Макропулос, Андзела Димитриу, и други. Ники Спиропулу е авторка на две книги, едната от които е публикувана и в чужбина, преведена на английски език. В 1999 година Спиропулу е отличена от кипърския дем Лация и от кипърската държава за творчеството си, посветено на Мелина Меркури.

## Творчество
- Σπυροπούλου, Νίκη (2013). Το γύρισμα του χρόνου. Αθήνα, Ελλάδα: Μιχάλης Σιδέρης, σελ. 150. ISBN 978-960-468-027-6.
- Σπυροπούλου, Νίκη (2007). Λεωνίδας ο Βασιλιάς της Σπάρτης. Αθήνα, Ελλάδα: Μιχάλης Σιδέρης, σελ. 104. ISBN 978-960-6604-61-4.
- Spiropoulos, Nicole (2009). The turning of time. Pillsbury, Pennsylvania USA: Dorrance Publissing, σελ. 68. ISBN 978-1-4349-0227-6.